# Parafia św. Jakuba w Ścinawce Dolnej
Parafia św. Jakuba Apostoła w Ścinawce Dolnej znajduje się w dekanacie noworudzko-słupieckim, w diecezji świdnickiej. Była erygowana w XIV w. Jej proboszczem jest ks. Krzysztof Papierz. 

## Świątynie
- Kościół św. Jakuba Apostoła w Ścinawce Dolnej
- Kościół św. Stanisława Kostki w Ścinawce Dolnej
- Kościół śś. Piotra i Pawła w Raszkowie

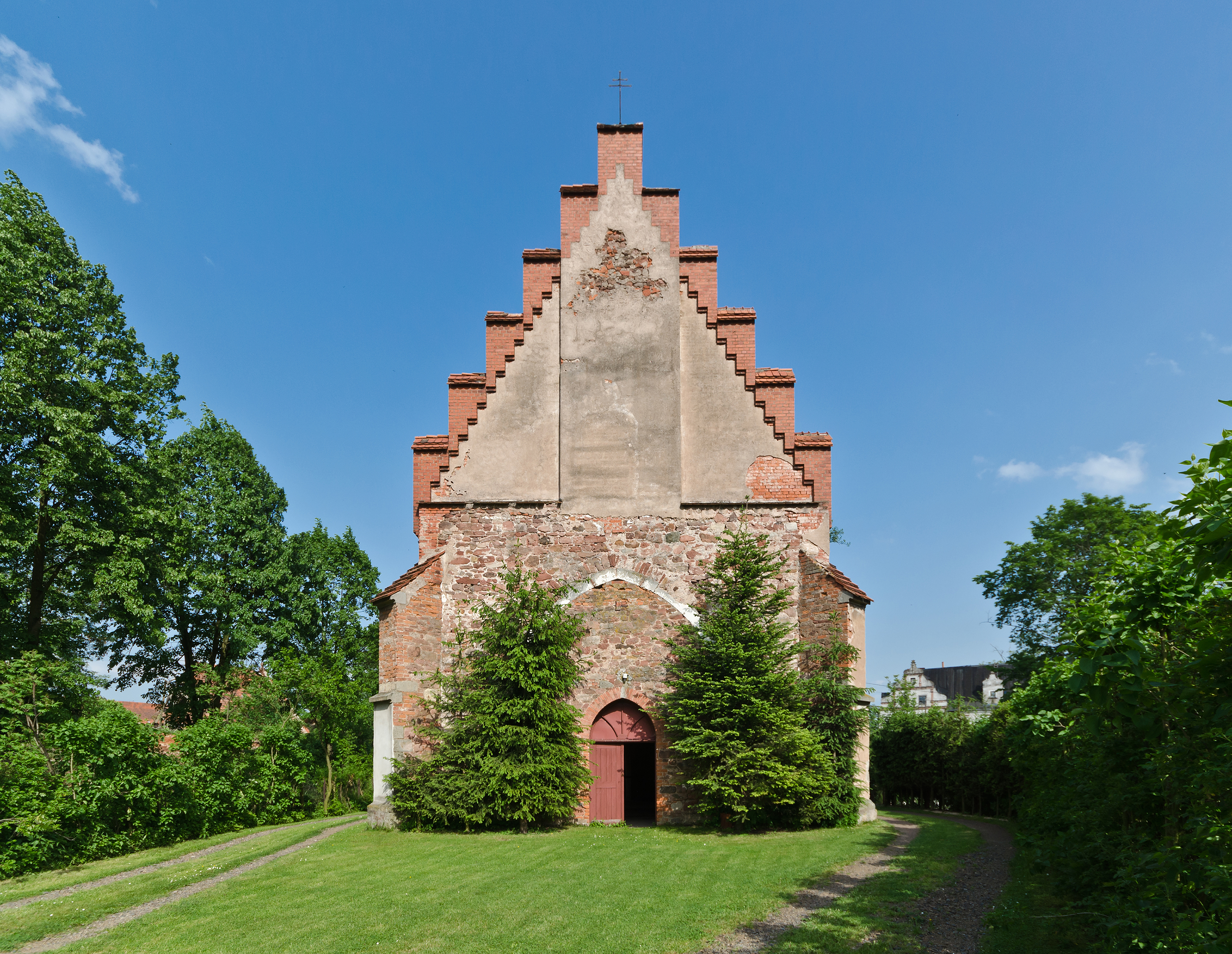
Kościół św. St. Kostki w Ścinawce Dolnej

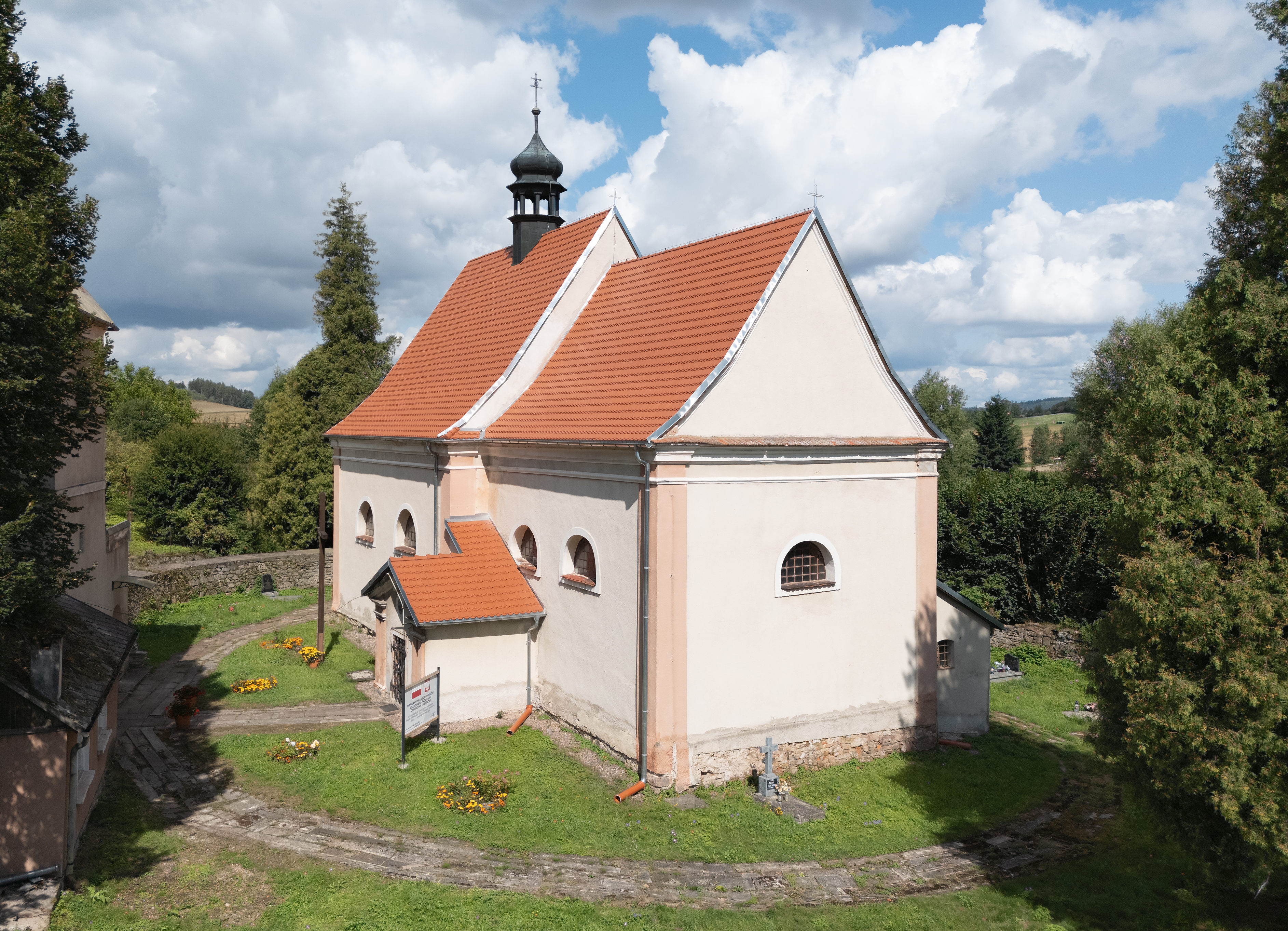
Kościół śś. Piotra i Pawła w Raszkowie